# Coppa del Presidente degli Emirati Arabi Uniti 2008-2009
La Coppa del Presidente degli Emirati Arabi Uniti 2008-2009 è la trentetresima edizione della competizione a cui partecipano le 24 squadre degli Emirati Arabi Uniti.
La squadra che si aggiudica il trofeo ha la possibilità di partecipare alla fase a gironi della AFC Champions League.

## Primo Round
A questo round prendono parte 24 squadre, le migliori 12 si qualificano al prossimo turno.
| Partita                       | Team in Casa   | Risultato | Team in Trasferta  |
| ----------------------------- | -------------- | --------- | ------------------ |
| 1                             | Al-Shaab       | 1 – 2     | Ittihad Kalba      |
| 2                             | Ras Al-Khaimah | 1 - 0     | Al-Jazira Al-Hamra |
| 3                             | Dubba Al-Husun | 3 - 1     | Dubai Club         |
| 4                             | Al-Sharjah     | 2 - 1     | Al-Arabi           |
| 5                             | Al-Wasl        | 3 - 0     | Al-Hamriyah        |
| 6                             | Al-Wahda       | 4 - 3     | Hatta              |
| 7                             | Khaleej        | 2 - 2     | Al-Rams            |
| Khaleej vince 4 - 3 ai rigori |                |           |                    |
| 8                             | Emirates Club  | 3 - 1     | Al-Oruba           |
| 9                             | Al-Ain         | 8 - 0     | Dibba Al-Fujairah  |
| 10                            | Al Dhafra      | 4 - 0     | Al-Thaid           |
| 11                            | Ajman Club     | 2 - 3     | Al-Fujirah         |
| 12                            | Baniyas        | 4 - 0     | Masafi             |

## Secondo Round
Al secondo round prendono parte 16 squadre, le migliori otto si qualificano ai quarti di finale.
| Partita | Team in Casa | Risultato | Team in Trasferta |
| ------- | ------------ | --------- | ----------------- |
| 1       | Al-Shabab    | 4 – 1     | Ras Al Khaima     |
| 2       | Al-Jazira    | 3 - 1     | Al-Wasl           |
| 3       | Sharjah      | 6 - 1     | Ittihad Kalba     |
| 4       | Al-Wahda     | 4 - 1     | Dubba Al-Husun    |
| 5       | Al Dhafra    | 2 - 1     | Emirates          |
| 6       | Al-Nasr      | 2 -3      | Al-Khaleej        |
| 7       | Al-Ain       | 3 - 0     | Dibba Al-Fujairah |
| 8       | Baniyas      | 1 - 0     | Shabab Al-Ahli    |

## Quarti di Finale
A questo round prendono parte 8 squadre, le migliori 4 si qualificano alle semifinali
| Partita                        | Team in Casa | Risultato | Team in Trasferta |
| ------------------------------ | ------------ | --------- | ----------------- |
| 1                              | Al-Shabab    | 2 – 1     | Sharjah           |
| 2                              | Al-Jazira    | 0 - 0     | Al-Wahda          |
| Al-Wahda vince 4 - 2 ai rigori |              |           |                   |
| 3                              | Al Dhafra    | 3 - 1     | Al-Khaleej        |
| 4                              | Al-Ain       | 3 - 2     | Baniyas           |

## Semifinali
Le migliori 2 squadre si qualificano alla finale del 24 febbraio
| Partita | Team in Casa | Risultato | Team in Trasferta |
| ------- | ------------ | --------- | ----------------- |
| 1       | Al Dhafra    | 1 – 3     | Al-Ain            |
| 2       | Al-Wahda     | 1 - 2     | Al-Shabab         |

## Finale
| Arbitro: | Ali Hamad |

|                   |           |  |
| Salem Abdulla 58’ | Marcatori |  |